# Geoff Dolan (lekkoatleta)
Geoff Dolan, właściwie Geoffrey A. Dolan (ur. 17 kwietnia 1974, Milden, prowincja Saskatchewan) – kanadyjski lekkoatleta, zawodnik Highland games i strongman.

## Życiorys
Geoff Dolan przez dłuższy czas specjalizował się w rzucie oszczepem. Zadebiutował jako siłacz w 1999 r.
Wziął udział w indywidualnych Mistrzostwach Świata IFSA Strongman 2006, jednak nie zakwalifikował się do finału.
Pracuje jako trener sportów siłowych.
Mieszka w Saskatoon (prowincja Saskatchewan).
Wymiary:
- wzrost 189 cm
- waga 131 – 140 kg

## Osiągnięcia strongman
- 1999
  - 13. miejsce – Mistrzostwa Kanady Strongman
- 2000
  - 3. miejsce – Mistrzostwa Kanady Strongman
- 2001
  - 4. miejsce – Mistrzostwa Kanady Strongman
  - 2. miejsce – Mistrzostwa Ameryki Północnej Strongman 2001
- 2002
  - 4. miejsce – Mistrzostwa Kanady Strongman
  - 7. miejsce – Mistrzostwa Ameryki Północnej Strongman 2002[8]
- 2003
  - 3. miejsce – Mistrzostwa Kanady Strongman
  - 10. miejsce – Super Seria 2003: North Bay
  - 10. miejsce – Mistrzostwa Świata Strongman 2003, Zambia
- 2004
  - 4. miejsce – Mistrzostwa Kanady Strongman
- 2005
  - 4. miejsce – Mistrzostwa Panamerykańskie Strongman 2005
  - 11. miejsce – Mistrzostwa Świata IFSA Strongman 2005, Kanada